# Filip Kasalica
Filip Kasalica (Servisch: Филип Касалица) (Užice, 17 december 1988) is een Montenegrijns voetballer. De aanvaller staat sinds begin 2015 onder contract bij de Kroatische topclub NK Istra 1961.

## Interlandcarrière
Onder leiding van de Servische bondscoach Branko Brnović maakte Kasalica zijn debuut voor het Montenegrijns voetbalelftal op 15 augustus 2012 in de vriendschappelijke wedstrijd tegen Letland, net als Marko Bakić. Hij trad in dat duel na 45 minuten aan als vervanger van Marko Baša en nam in de 76ste minuut de tweede treffer van de thuisploeg voor zijn rekening. Montenegro won het duel in het Stadion Pod Goricom in Podgorica uiteindelijk met 2-0.

## Erelijst
Rode Ster Belgrado
- Beker van Servië

2012